# درب قندهار

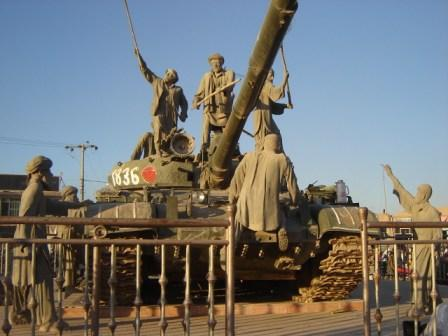
درب قندهار

درب قندهار (مشهور به دروازه قندهار)، یکی از مناطق پر ازدحام در شهر هرات می‌باشد.بلی یکی ازجای های تاریخ افغانستان

## مشخصات
این منطقه در قسمت جنوبی غربی شهر هرات موقعیت دارد، که در گذشته یکی از چهار دروازه‌ای شهر قدیم هرات بوده است که قندهار، کابل و چند ولایت دیگر افغانستان را به هرات متصل می‌نموده است.